# Plan de numérotation en Espagne
Le plan de numérotation téléphonique espagnol est l'ensemble des principes et conventions qui déterminent les numéros de téléphone en Espagne. Il était auparavant réglementé par la Comisión del Mercado de las Telecomunicaciones (CMT), mais est désormais réglementé par la Comisión Nacional de los Mercados y la Competencia (CNMC).

## Histoire
Avant 1998, les appels téléphoniques locaux pouvaient être effectués en composant simplement le numéro de l'abonné à six ou sept chiffres, sans faire d'indicatif régional.
Entre les provinces, il fallait d'abord composer l'indicatif interurbain "9", puis l'indicatif de la province et enfin le numéro de l'abonné.
L'indicatif interurbain "9" ne devait pas être composé si on appelait l'Espagne depuis l'étranger.
```
xx[x] xx xx (dans la même province) 

9xx
 xxx xxx (depuis une autre province d'Espagne)  

+34 xx
 xxx xxx (hors d'Espagne)
```

Pour effectuer un appel international, on devait composer le code d'accès international 07, attendre une tonalité, puis composer le code du pays et le numéro de l'abonné. Toutefois, les appels vers Gibraltar étaient effectués en utilisant le préfixe "956" de la province de Cadix, suivi du chiffre "7", au lieu de l'indicatif de pays +350.
```
7
 xx xxx (depuis Cadix)

956 7
 xx xxx (depuis une autre province d'Espagne)
```

De la même façon, les appels vers Andorre étaient effectués en utilisant le préfixe "973" de la province de Lleida suivi du chiffre "8" .
```
8
 xx xxx (depuis Lérida) 

9738
 xx xxx (depuis les autres province d'Espagne)
```

Pour appeler Andorre depuis un autre pays, on pouvait choisir de passer via l'Espagne en utilisant le préfixe +34 738 ou via la France en utilisant le préfixe +33 628. Le 17 décembre 1994, la principauté d'Andorre a activé son propre indicatif international, le +376. Le « 8 » a été ajouté au numéro à cinq chiffres de l'abonné pour former un numéro à six chiffres. À partir de cette date, il est devenu nécessaire d'utiliser la numérotation internationale pour appeler Andorre depuis l'Espagne.
```
9738
 xx xxx (avant le 17 décembre 1994) 

07 376
 8xx xxx (après le 17 décembre 1994) 
```

Les numéros de téléphone mobile commençaient par le préfixe "90".
```
90x
 xxx xxx (en Espagne)

+34 0x
 xxx xxx (hors Espagne)
```

## Plan de numérotation actuel
Le 1er décembre 1998, l'Espagne a adopté un nouveau plan de numérotation téléphonique. Dans le cadre du plan de numérotation fermé, le préfixe interurbain « 9 » a été incorporé au numéro de l'abonné pour former un numéro à neuf chiffres. Ce choix avait l'avantage de ne pas surprendre les utilisateurs qui composaient déjà ces chiffres pour les appels de provinces à provinces.
```
9xx
 xxx xxx (en Espagne)

+34 9xx
 xxx xxx (hors d'Espagne)
```

Les numéros des mobiles ont également changé avec l'adjonction du chiffre "6" devant l'ancien numéro.
```
608
 xxx xxx (en Espagne avant 1998)
 
+34 08
 xxx xxx (hors Espagne avant 1998)
 
+34 608
 xxx xxx (hors Espagne depuis 1998)
[
10
]
```

Depuis, de nouvelles séries de numéros ont également été introduites :
```
10xx
 Codes de sélection de l’opérateur
 
5xx xxx xxx
 Numérotation personnelle
 
7yx xxx xxx
 (depuis 2009-2010 ; notez que le numéro « 
y »
 ne peut pas être 0 (zéro) car cette série est réservée aux 
numéros personnels
 (voir ci-dessous)
 
8xx xxx xxx
 nouveaux numéros géographiques 
 
800 xxx xxx
 Numéro gratuit
 
900 xxx xxx
 Numéro gratuit
 
80x xxx xxx Frais
 partagés 
 
90x xxx xxx Frais
 partagés
```

Le code d'accès international de l'Espagne est devenu le 00.

### Téléphones portables
Les numéros de téléphone mobile commencent par 6 ou 7, suivis de 8 chiffres (6xx xxx xxx ou 7yx xxx xxx). Les numéros commençant par 70 sont des numéros personnels qui peuvent être redirigés vers n'importe quel autre numéro par son propriétaire. Dans la mesure où les blocs de numéros de téléphone mobile sont attribués en fonction de la demande des opérateurs, il n'y a pas de correspondance entre l'opérateur et le bloc de trois chiffres (6xx ou 7yx).
En octobre 2009, une loi a attribué le numéro 7  (suivi de 8 chiffres) au téléphone mobile, soir 80 000 000 nouveaux numéros pour compléter le groupe existant commençant par le numéro 6 (suivi de 8 chiffres).

### Numérotation personnelle
Les numéros personnels sont utilisés comme numéros de redirection. Par exemple, le titulaire d'un numéro personnel peut demander que tous les appels vers son numéro personnel soient redirigés vers tout autre numéro de son choix.
Les numéros personnels commencent par 5 (suivis de 8 chiffres).

### Autres numéros
- Les numéros commençant par 2, 3, 4, 5 et 99 sont réservés.
- Les numéros commençant par 0 et 1 sont utilisés pour composer des numéros courts ou pour les préfixes. Par exemple, les numéros à trois chiffres commençant par 0 sont destinés aux urgences et aux services au citoyen.
- Le 010 pour demander des informations au conseil municipal, le 012 au gouvernement régional et le 060 au gouvernement national.
- Le 016, mis en place en 2007 par le gouvernement national, est un numéro de téléphone destiné à signaler les cas de violence à l'égard des femmes. Les appels vers ce numéro n'apparaissent pas sur la facture de téléphone.
- Le 112 est le numéro d'urgence général. Les numéros d'urgence spécifiques sont le 061 pour les urgences médicales (seules certaines communautés autonomes offrent ce numéro, ailleurs il faut appeler le 112), 062 pour la Garde civile, 080 ou 085 pour les pompiers (selon la province), 091 pour la Police National, 092 pour la Police Municipale.
- Les numéros à cinq chiffres commençant par 118 sont des numéros d'information.
- Les numéros commençant par 80 et 90, puis un nombre différent de 0, sont utilisés pour les tarifs surtaxés, les numéros sans frais et les numéros d'accès à Internet.
- Les numéros en 905 sont censés être utilisés pour les systèmes de vote. Les appels ont une durée limitée (généralement 3 minutes) et sont facturés à un tarif fixe par appel. Ils sont souvent utilisés dans les émissions de télévision.
- Il y a 3 préfixes pour les appels à tarif majorés : 803 pour le téléphone rose, 806 pour les divertissements, les jeux de hasard et la voyance, et 807 pour les services professionnels tels que les conseils juridiques et médicaux.
- Les numéros en 800 et 900 sont les numéros gratuits en Espagne. L'appelé paie le coût de l'appel.
- Les numéros en  901 et 902 sont des numéros non géographiques. Avec les numéros en 901, le coût de l'appel est partagé entre l'appelant et le récepteur ; dans un 902, l'appelant paie tout le co4ût de l'appel. Les numéros 902 sont extrêmement coûteux à appeler depuis des mobiles espagnols. Les numéros 901 et 902 sont également surtaxés si on appelle l'Espagne depuis l'étranger. Les opérateurs d'appels internationaux à bas prix vers l'Espagne refusent normalement de connecter les appels aux numéros 901 et 902.

## Indicatifs régionaux

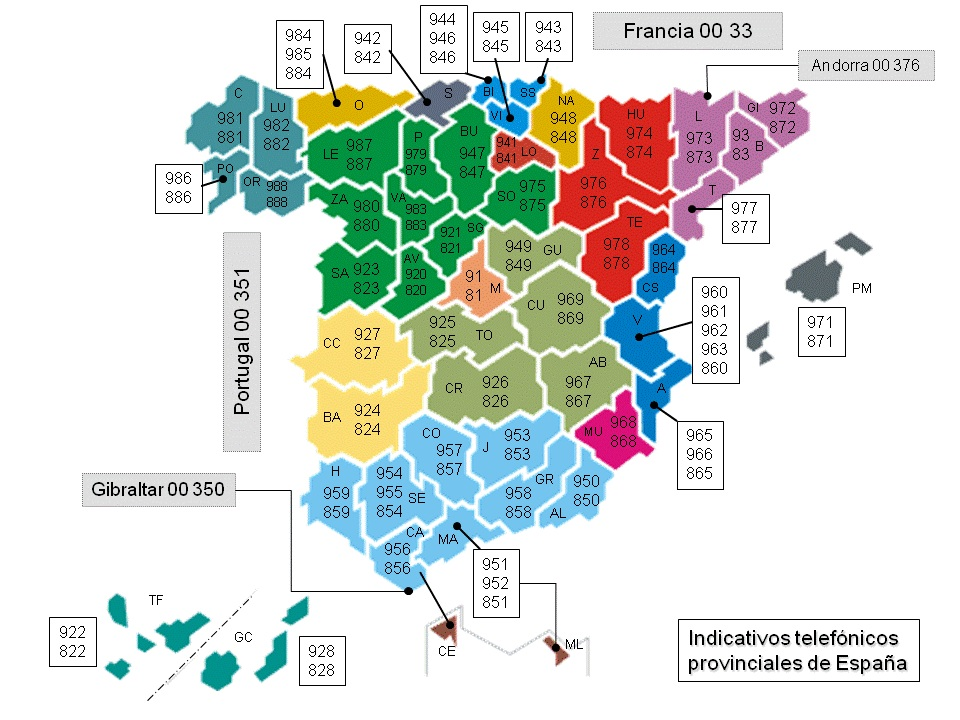
Carte des préfixes en Espagne (aujourd'hui intégrés dans le numéro).

| Indicatif régional | Longueur maximale | Longueur minimale | Categorie ou Province                         |
| ------------------ | ----------------- | ----------------- | --------------------------------------------- |
| 0                  | 3                 | 3                 | Numéro court                                  |
| 00                 | 2                 | 2                 | Préfixe International                         |
| 1                  | 4                 | 4                 | Numéro court                                  |
| 103                | 6                 | 4                 | Choix de l’opérateur                          |
| 104                | 6                 | 4                 | Choix de l’opérateur                          |
| 105                | 6                 | 4                 | Choix de l’opérateur                          |
| 107                | 6                 | 4                 | Choix de l’opérateur                          |
| 112                | 3                 | 3                 | Services d’urgence                            |
| 118                | 5                 | 5                 | Renseignements téléphoniques                  |
| 5                  | 9                 | 9                 | Service de numéros personnels                 |
| 6                  | 9                 | 9                 | Téléphones mobiles                            |
| 70                 | 9                 | 9                 | Service de numéros personnels                 |
| 71                 | 9                 | 9                 | Téléphones mobiles                            |
| 72                 | 9                 | 9                 | Téléphones mobiles                            |
| 73                 | 9                 | 9                 | Téléphones mobiles                            |
| 74                 | 9                 | 9                 | Téléphones mobiles                            |
| 75                 | 9                 | 9                 | Téléphones mobiles                            |
| 76                 | 9                 | 9                 | Téléphones mobiles                            |
| 77                 | 9                 | 9                 | Téléphones mobiles                            |
| 78                 | 9                 | 9                 | Téléphones mobiles                            |
| 79                 | 9                 | 9                 | Téléphones mobiles                            |
| 800                | 9                 | 9                 | Appels gratuits                               |
| 803                | 9                 | 9                 | Appels surtaxés (numéros roses)               |
| 806                | 9                 | 9                 | Appels surtaxés (divertissements)             |
| 807                | 9                 | 9                 | Appels surtaxés (services professionnels)     |
| 822                | 9                 | 9                 | Santa Cruz de Tenerife                        |
| 824                | 9                 | 9                 | Badajoz                                       |
| 828                | 9                 | 9                 | Las Palmas                                    |
| 843                | 9                 | 9                 | Guipuscoa                                     |
| 848                | 9                 | 9                 | Navarre                                       |
| 850                | 9                 | 9                 | Almería                                       |
| 856                | 9                 | 9                 | Cadix                                         |
| 858                | 9                 | 9                 | Grenade                                       |
| 868                | 9                 | 9                 | Murcie                                        |
| 871                | 9                 | 9                 | Îles Baléares                                 |
| 872                | 9                 | 9                 | Gérone                                        |
| 873                | 9                 | 9                 | Lérida                                        |
| 876                | 9                 | 9                 | Saragosse                                     |
| 877                | 9                 | 9                 | Tarragone                                     |
| 881                | 9                 | 9                 | La Corogne                                    |
| 982                | 9                 | 9                 | Lugo                                          |
| 886                | 9                 | 9                 | Pontevedra                                    |
| 900                | 9                 | 9                 | Appels gratuits                               |
| 901                | 9                 | 9                 | Tarification spéciale                         |
| 902                | 9                 | 9                 | Tarification spéciale                         |
| 905                | 9                 | 9                 | Vote par téléphone                            |
| 907                | 9                 | 9                 | Appels surtaxés                               |
| 908                | 9                 | 9                 | Internet                                      |
| 909                | 9                 | 9                 | Internet                                      |
| 911                | 9                 | 9                 | Madrid (Segovia et Guadalajara jusqu'en 1993) |
| 912                | 9                 | 9                 | Madrid                                        |
| 913                | 9                 | 9                 | Madrid                                        |
| 914                | 9                 | 9                 | Madrid                                        |
| 915                | 9                 | 9                 | Madrid                                        |
| 916                | 9                 | 9                 | Madrid                                        |
| 917                | 9                 | 9                 | Madrid                                        |
| 918                | 9                 | 9                 | Madrid (Ávila jusqu'en 1993)                  |
| 920                | 9                 | 9                 | Ávila                                         |
| 921                | 9                 | 9                 | Ségovie                                       |
| 922                | 9                 | 9                 | Santa Cruz de Tenerife                        |
| 923                | 9                 | 9                 | Salamanque                                    |
| 924                | 9                 | 9                 | Badajoz                                       |
| 925                | 9                 | 9                 | Tolède                                        |
| 926                | 9                 | 9                 | Ciudad Real                                   |
| 927                | 9                 | 9                 | Cáceres                                       |
| 928                | 9                 | 9                 | Las Palmas                                    |
| 931                | 9                 | 9                 | Barcelone                                     |
| 932                | 9                 | 9                 | Barcelone                                     |
| 933                | 9                 | 9                 | Barcelone                                     |
| 934                | 9                 | 9                 | Barcelone                                     |
| 935                | 9                 | 9                 | Barcelone                                     |
| 936                | 9                 | 9                 | Barcelone                                     |
| 937                | 9                 | 9                 | Barcelone                                     |
| 938                | 9                 | 9                 | Barcelone                                     |
| 940                | 9                 | 9                 | téléavertisseurs                              |
| 941                | 9                 | 9                 | La Rioja                                      |
| 942                | 9                 | 9                 | Cantabrie                                     |
| 943                | 9                 | 9                 | Guipuscoa                                     |
| 944                | 9                 | 9                 | Biscaye                                       |
| 945                | 9                 | 9                 | Alava                                         |
| 946                | 9                 | 9                 | Biscaye                                       |
| 947                | 9                 | 9                 | Burgos                                        |
| 948                | 9                 | 9                 | Navarre                                       |
| 949                | 9                 | 9                 | Guadalajara                                   |
| 950                | 9                 | 9                 | Almería                                       |
| 951                | 9                 | 9                 | Málaga                                        |
| 952                | 9                 | 9                 | Málaga                                        |
| 953                | 9                 | 9                 | Jaén                                          |
| 954                | 9                 | 9                 | Séville                                       |
| 955                | 9                 | 9                 | Séville                                       |
| 956                | 9                 | 9                 | Cadix                                         |
| 957                | 9                 | 9                 | Cordoue                                       |
| 958                | 9                 | 9                 | Grenade                                       |
| 959                | 9                 | 9                 | Huelva                                        |
| 960                | 9                 | 9                 | Valence                                       |
| 961                | 9                 | 9                 | Valence, Centre de la province                |
| 962                | 9                 | 9                 | Valence, Sud de la province                   |
| 963                | 9                 | 9                 | Valence, Ville                                |
| 964                | 9                 | 9                 | Castellón                                     |
| 965                | 9                 | 9                 | Alicante                                      |
| 966                | 9                 | 9                 | Alicante                                      |
| 967                | 9                 | 9                 | Albacete                                      |
| 968                | 9                 | 9                 | Murcie                                        |
| 969                | 9                 | 9                 | Cuenca                                        |
| 971                | 9                 | 9                 | Îles Baléares                                 |
| 972                | 9                 | 9                 | Gérone                                        |
| 973                | 9                 | 9                 | Lérida                                        |
| 974                | 9                 | 9                 | Huesca                                        |
| 975                | 9                 | 9                 | Soria                                         |
| 976                | 9                 | 9                 | Saragosse                                     |
| 977                | 9                 | 9                 | Tarragone                                     |
| 978                | 9                 | 9                 | Teruel                                        |
| 979                | 9                 | 9                 | Palencia                                      |
| 980                | 9                 | 9                 | Zamora                                        |
| 981                | 9                 | 9                 | La Corogne                                    |
| 982                | 9                 | 9                 | Lugo                                          |
| 983                | 9                 | 9                 | Valladolid                                    |
| 984                | 9                 | 9                 | Asturies                                      |
| 985                | 9                 | 9                 | Asturies                                      |
| 986                | 9                 | 9                 | Pontevedra                                    |
| 987                | 9                 | 9                 | León                                          |
| 988                | 9                 | 9                 | Ourense                                       |

Avant 1998, les appels téléphoniques locaux pouvaient être passés en utilisant uniquement le numéro de l'abonné sans l'indicatif régional, tandis que l'indicatif interurbain "9" était omis lors d'un appel depuis l'extérieur de l'Espagne.